# Umberto Vacca
Umberto Vacca (Afragola, 22 novembre 1878 – 6 giugno 1936) è stato un politico italiano, deputato della XXV legislatura del Regno d'Italia per il Partito Popolare Italiano.

## Biografia
Nacque ad Afragola e si laureò in giurisprudenza, praticando il mestiere di notaio, e dal 1906 al 1909 rivestì anche il ruolo di sindaco della città natale.
Vacca morì il 6 giugno 1936.

## Attività politica

### Deputato del Regno d'Italia
Nel 1919 si candidò alle parlamentarie per il collegio di Afragola e fu eletto Deputato del Regno d'Italia con le elezioni del 1919.